# Альбана

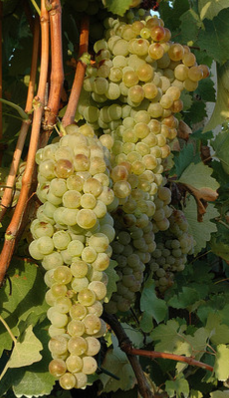
Гроно Альбана

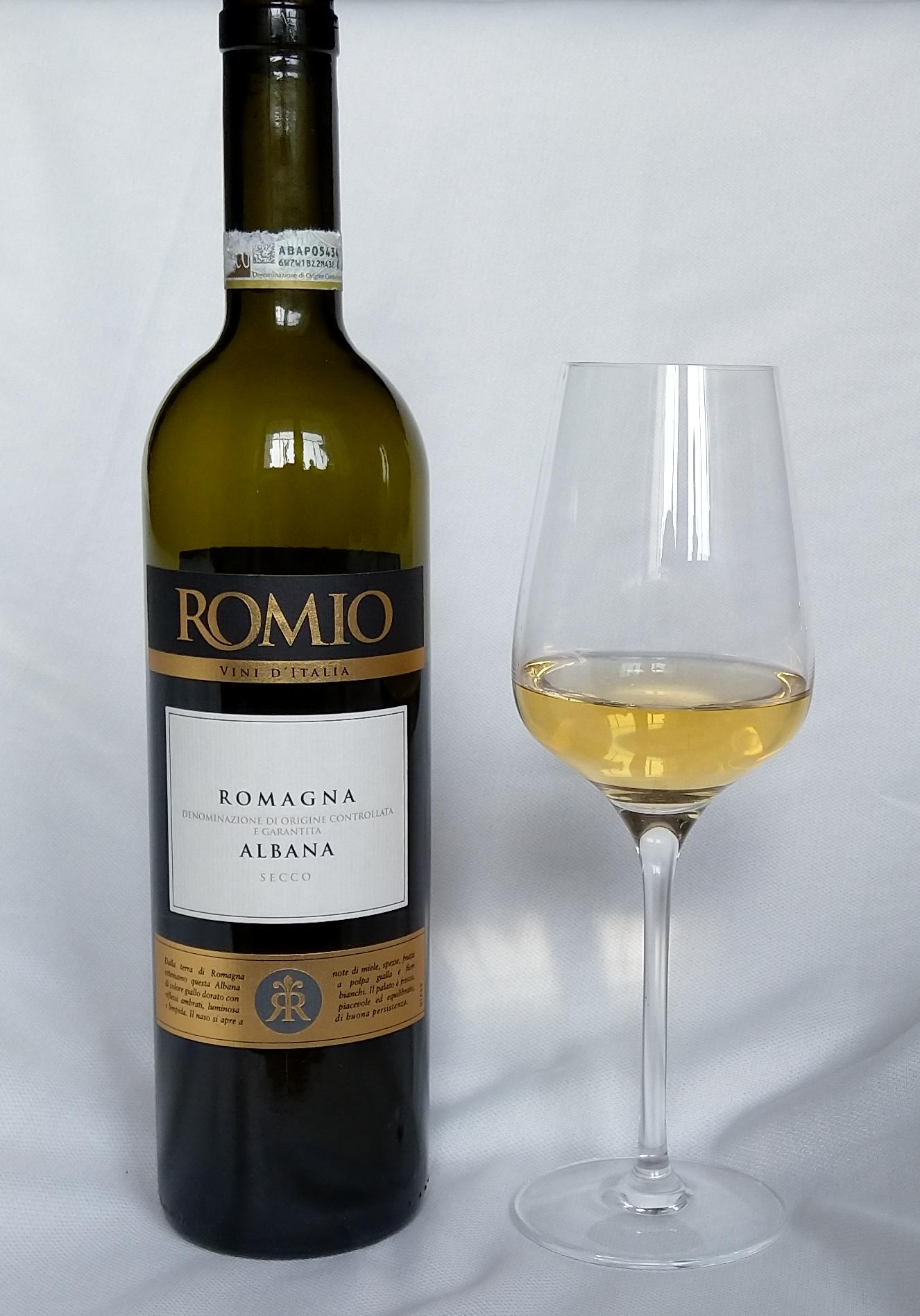
Вино Romagna Albana DOCG

Альбана («італ. Albana») — італійський технічний сорт білого винограду, вирощується в регіоні Емілія-Романья.

## Історія
Імовірно сорт вирощується з часів Давнього Риму. Назва сорту походить, найпевніше, від латинського слова лат. «Albus» — білий. Перші письмові згадки датуються 1303 роком, коли лат. Petrus de Crescentiis згадав його у своєму трактаті про сільське господарство, в якому написав, що з цього сорту отримують потужні вина з відмінним смаком. 

## Характеристики сорту
Альбана є першим італійським сортом білого винограду, винам з якого надано найвищу категорію якості — DOCG у 1987 році. Генетично сорт споріднений з Гарганегою. Існує кілька клонів сорту, які відрізняються за формою та розміром ягід: італ. Albana Gentite di Bertinoro, Albana della Compadrona, Albana della Serra, Albana della Bagarona medio, Albana della Gaiana.
Виноробні зони, у яких культивують сорт Альбана:
- італ. Romagna Albana DOCG[2]
- італ. Reno DOC[3]
- італ. Romagna DOC[4]
- італ. Sillaro o Bianco del Sillaro IGT[5]

## Характеристики вина
З Альбана отримують різноманітні вина — сухі, напівсолодкі та солодкі (італ. passito), тихі та ігристі. Вино відрізняється фруктовим смаком з нотами горіхів, вершків, мигдалю, має гарну кислотність. Гарно поєднується з м'якими сирами, стравами з білого м'яса та риби.